# Премія НАН України імені Р. Є. Кавецького
Премія НАН України імені Кавецького Ростислава Євгеновича — премія НАН України «За видатні наукові роботи в галузі експериментальної онкології». Створена у 2000 році.

## Лауреати премії
| Рік  | Премійовані роботи                                                                                     | Лауреати                      | Коротко про лауреата |
| ---- | --- | ----------------------------- | --- |
| 2000 | цикл робіт «Нові підходи і технології у діагностиці і лікуванні онкологічних захворювань»              | Осинський Сергій Петрович     | доктор медичних наук, завідувач відділу Інституту експериментальної патології, онкології і радіобіології ім. Р. Є. Кавецького НАН України                                                                        |
| 2000 | цикл робіт «Нові підходи і технології у діагностиці і лікуванні онкологічних захворювань»              | Глузман Данило Фішелевич      | доктор медичних наук, завідувач відділу Інституту експериментальної патології, онкології і радіобіології ім. Р. Є. Кавецького НАН України                                                                        |
| 2000 | цикл робіт «Нові підходи і технології у діагностиці і лікуванні онкологічних захворювань»              | Запорожан Валерій Миколайович | академік АМН України, ректору Одеського державного медичного університету |
| 2008 | монографія «Професійний рак: епідеміологія та профілактика»                                            | Кундієв Юрій Ілліч            | академік НАН України, директор Інституту медицини праці імені Ю. І. Кундієва НАМН України |
| 2008 | монографія «Професійний рак: епідеміологія та профілактика»                                            | Нагорна Антоніна Максимівна   | доктор медичних наук, завідувач відділу епідеміологічних досліджень Інституту медицини праці імені Ю. І. Кундієва НАМН України                                                                                   |
| 2008 | монографія «Професійний рак: епідеміологія та профілактика»                                            | Варивончик Денис Віталійович  | доктор медичних наук, завідувач лабораторії Інституту медицини праці імені Ю. І. Кундієва НАМН України |
| 2011 | за монографію «Радикальні форми кисню та оксиду азоту при пухлинному процесі»                          | Бурлака Анатолій Павлович     | доктор біологічних наук, провідний науковий співробітник Інституту експериментальної патології, онкології, радіобіології імені Р. Є. Кавецького НАН України                                                      |
| 2011 | за монографію «Радикальні форми кисню та оксиду азоту при пухлинному процесі»                          | Сидорик Євгеній Петрович      | доктор біологічних наук, головний науковий співробітник Інституту експериментальної патології, онкології, радіобіології імені Р. Є. Кавецького НАН України                                                       |
| 2014 | за цикл робіт «Механізми розвитку та шляхи подолання медикаментозної резистентності злоякісних клітин» | Чехун Василь Федорович        | академік НАН України, директор Інституту експериментальної патології, онкології і радіобіології ім. Р. Є. Кавецького                                                                                             |
| 2014 | за цикл робіт «Механізми розвитку та шляхи подолання медикаментозної резистентності злоякісних клітин» | Лук'янова Наталія Юріївна     | кандидат біологічних наук, старший науковий співробітник Інституту експериментальної патології, онкології і радіобіології ім. Р. Є. Кавецького                                                                   |
| 2014 | за цикл робіт «Механізми розвитку та шляхи подолання медикаментозної резистентності злоякісних клітин» | Тодор Ігор Миколайович        | кандидат біологічних наук, старший науковий співробітник Інституту експериментальної патології, онкології і радіобіології ім. Р. Є. Кавецького                                                                   |
| 2017 | за серію праць «Нові методи лікування злоякісних новоутворень шлунково¬кишкового тракту»               | Усенко Олександр Юрійович     | член-кореспондент Національної академії медичних наук України, директор Державної установи «Національний інститут хірургії та трансплантології імені О. О. Шалімова» Національної академії медичних наук України |
| 2017 | за серію праць «Нові методи лікування злоякісних новоутворень шлунково¬кишкового тракту»               | Сидюк Андрій Володимирович    | доктор медичних наук, провідний науковий співробітник Державної установи «Національний інститут хірургії та трансплантології імені О. О. Шалімова» Національної академії медичних наук України                   |
| 2020 | за працю «Радіогенний рак: епідеміологія та первинна профілактика»                                     | Дьоміна Емілія Анатоліївна    | доктор біологічних наук, завідувач відділу Інституту експериментальної патології, онкології і радіобіології ім. Р. Є. Кавецького НАН України                                                                     |